# Rosa Pera
Rosa Pera (Barcelona, 1966) és una historiadora de l'art catalana, actual directora del Bòlit Girona i directora -des del 2006- del màster Disseny i Direcció de Projectes Expositius a l'escola ELISAVA. Es va llicenciar en història de l'art per la Universitat de Barcelona. Ha treballat com a comissària independent amb les principals institucions d'art contemporani de l'estat, entre les quals destaquen la Fundació Tàpies (projecte Insideout, juntament amb Federico Guzman; el Centro Andaluz de Arte Contemporáneo (Sevilla), o el Museu d'Art Contemporani de Barcelona i CaixaForum, on va treballar a l'exposició On Translation, d'Antoni Muntadas. Al Bòlit Girona ha dirigit projectes com En Construcció, Recursos propis, Nits fosques de l'ànima, entre d'altres.